# Nordens Fackliga Samorganisation
Nordens Fackliga Samorganisation (NFS) är ett samarbetsorgan för 15 fackliga centralorganisationer i Norden sedan 1972.  NFS syfte är att främja det fackliga samarbetet mellan de nordiska länderna för gemensamma initiativ och ställningstaganden i fackliga frågor. Detta görs främst genom möten, arbetsgrupper, utskott och seminarier. Bevakning av den nordiska välfärdsmodellen och arbetsmarknaderna tillhör NFS viktiga områden. Sammanlagt representerar NFS över 8,5 miljoner fackligt anslutna. NFS har roterande ordförandeskap. NFS ordförande under 2018 är LO Sveriges ordförande Karl-Petter Thorwaldsson. Magnus Gissler är sedan våren 2014 generalsekreterare.

## NFS medlemsorganisationer
- Sverige
  - Landsorganisationen (LO)
  - Tjänstemännens Centralorganisation (TCO)
  - Sveriges akademikers centralorganisation (SACO)
- Danmark
  - Fagbevægelsens Hovedorganisation (FH) sedan Landsorganisationen (LO) och Funktionærernes og Tjenestemændenes Fællesråd (FTF) år 2019 slogs samman till en ny centralorganisation.
  - Akademikernes centralorganisation (AC)
- Norge
  - Landsorganisasjonen (LO)
  - Utdanningsgruppenes Hovedorganisasjon (UNIO)
  - Yrkesorganisasjonenes Sentralforbund (YS)
- Island
  - Landsorganisationen på Island (ASÍ)
  - Förbundet för statligt och kommunalt anställda (BSRS)
  - BHM
- Grönland
  - Sulinermik Inuussutissarsiutequrtut Kattuffiat (SIK)
- Färöarna
  - Samtak
- Finland
  - Finlands Fackförbunds Centralorganisation (FFC)
  - Tjänstemannacentralorganisationen (STTK)